# إيفرتاك

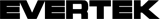
شعار الشركة بين 2006 و2017.

إيفرتاك (Evertek) هي علامة هواتف نقالة تونسية أسست في يونيو 2006. الشركة هي جزء من مجموعة YKH القابضة. الشركة الأم Cellcom، هي أيضا الشركة الموزعة لهواتف موتورولا وإل جي في تونس حتى أبريل 2011.

شركة Cellcom الأم تطالب بحصة من السوق المحلية لمنتجات إيفرتاك من 10% إلى 12%.

حسب المدير العام ل Cellcom، فإن اسم Evertek هو اختصار لعبارة Technologie Forever.

## المنتجات
في أغسطس 2008، طرحت الشركة في الأسواق أول هاتف جوال تونسي ذو شريحتين، وذلك باستثمار جملي بلغ 000 370 يورو. المنتجات تصنَّع أساسا في شنجن الصينية، وتتكلف شركة محلية باختبار جودة المنتجات قبل شحنها إلى تونس. 

منذ 2 نوفمبر 2009، بدأت شركات الخطوط الجوية البريطانية والخطوط الجوية الملكية الهولندية بتسويق منتجات إيفرتاك على طائراتها. في 2010، شهدت مبيعات الشركة ارتفاعا كبيرا.

في 2011، أطلقت إيفرتاك لأول مرة في تونس هاتف جوال ذو ثلاثة شرائح. أطلقت كذلك علامتها الخاصة بأكسسوارات هاي تاك، اسمها هاي لاين (HiLine).

في 2012، أطلقت إيفرتاك أول هاتف ذكي لها بنظام أندرويد تحت اسم EverGlory، وأول حاسوب لوحي يحمل اسم EverPad 7. 

في يناير 2014، انضمت الشركة الأم إلى بورصة تونس.

في سبتمبر 2015، أطلقت إيفرتاك الهاتف الذكي EvershineShine Plus. في نفس الوقت، فتحت أول متجر لها في تونس تحت اسم Evertek Store، وذلك على مساحة 70 متر مربع في شارع الحبيب ثامر. 

في مارس 2016، أسست Cellcom في أبيدجان شركة Cellcom CI لتسويق منتجاتها في ساحل العاج.

## روابط خارجية
- الموقع الرسمي.